# Araponga-do-horto
Bico-aguçado ou araponga-do-horto (Oxyruncus cristatus) é uma espécie de ave passeriforme, e a única pertencente à família Oxyruncidae. Está distribuída de forma muito irregular, desde as áreas montanhosas do leste da América do Sul até o centro da América Central.

## Distribuição e habitat
Distribui-se de forma muito desarticulada, talvez residual, na Costa Rica, Panamá, Colômbia, Venezuela, Guiana, Suriname, Guiana Francesa, Equador, Brasil, Peru, Bolívia, Paraguai e Argentina.
Pode ser incomum a bastante comum, mas sempre local, no dossel florestal e nas bordas de florestas úmidas de montanha, até 1600 m de altitude, especialmente entre 500 e 1000 m. Mais numerosos nos tepuis e na Mata Atlântica do sudeste do Brasil.

## Descrição
Mede 17 cm de comprimento. Seu bico é pontudo e a íris varia de avermelhada a laranja. Na parte superior, é majoritariamente verde-oliva, com uma coroa preta que esconde uma crista laranja a vermelha, cabeça e pescoço esbranquiçados, mosqueada de preto. A garganta é branca mosqueada de negro, e abaixo amarelo-pálida ou esbranquiçada, pontilhada de preto; no sudeste da América do Sul, o tom é mais amarelo.

## Comportamento
Exceto pela vocalização, é uma ave muito discreta, passando muito tempo empoleirada, imóvel ou vagando pelos galhos e folhagens em busca de insetos; pode ficar pendurada de cabeça para baixo e examinar epífitas e folhas mortas. Sozinha ou aos pares, junta-se a bandos mistos quando é mais fácil de ser avistada.

### Alimentação
Sua dieta é composta por insetos e também frutas, que costuma consumir acompanhado de traupídeos.

### Reprodução
Seus hábitos de nidificação e ninho são semelhantes aos de Phibalura flavirostris: durante o verão constroem um pequeno ninho em forma de xícara, decorado com líquenes como camuflagem e preso a forquilhas em galhos horizontais.

### Vocalização
O canto do macho é inconfundível e pode ser ouvido à distância, é um trinado muito agudo que cai de tom e vai desaparecendo, "siiiiiiu-u-u-u-u-u", que dura cerca de 5 segundos, em algumas áreas mais nasal e atenuado, principalmente no sudeste do Brasil, onde parece uma bomba caindo; no sudeste do Equador emite um som semelhante a "siiiiiiu, dzzzzz".

## Sistemática

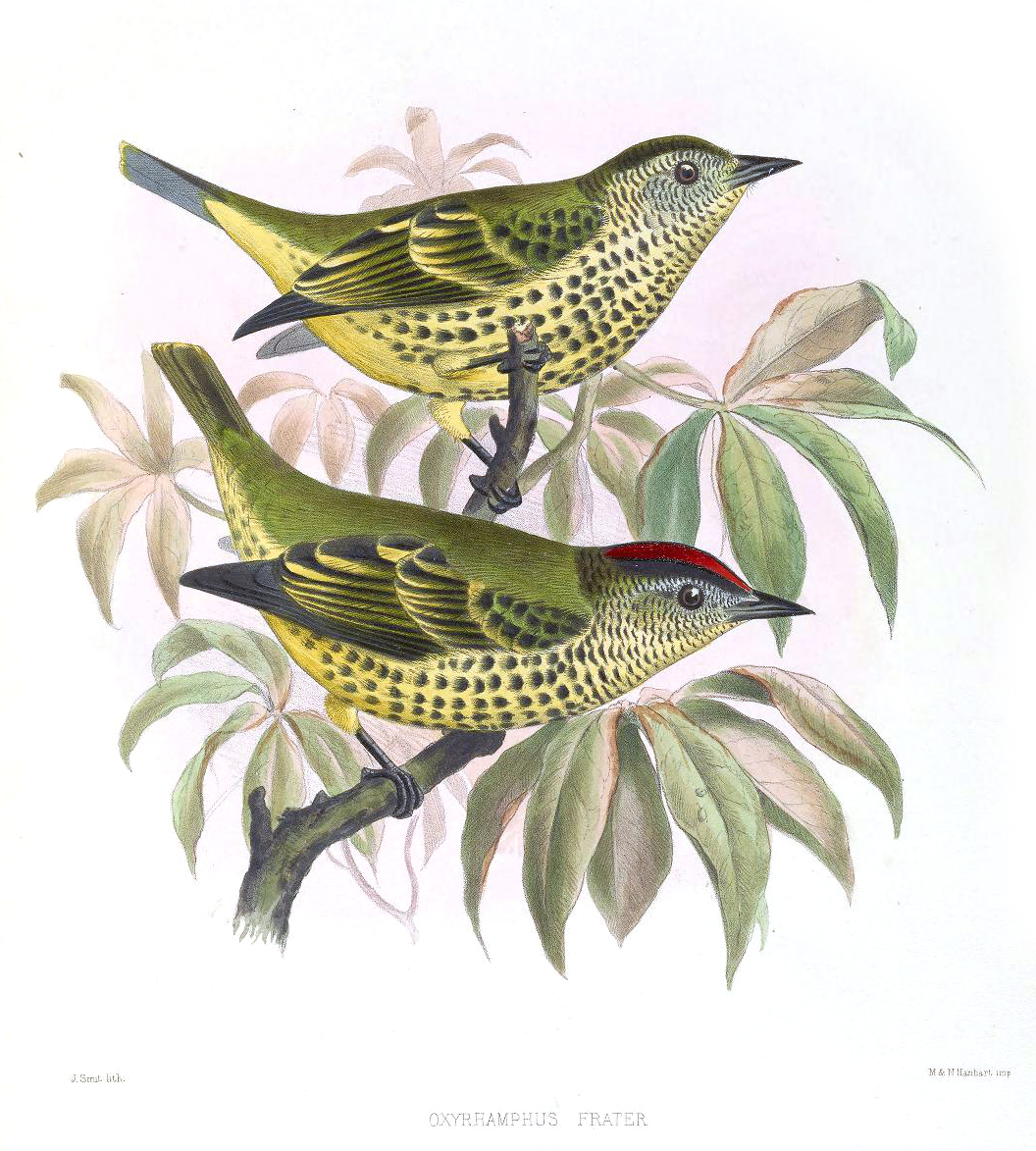
Oxyruncus cristatus frater, ilustração de Smit, em Exotic ornithology: containing figures and descriptions of new or rare species of American birds, 1869.

### Descrição original
A espécie O. cristatus foi descrita pela primeira vez pelo naturalista britânico William Swainson em 1821 sob o nome científico Oxyrhyncus [erro] cristatus; Localidade tipo "Brasil".
O gênero Oxyruncus foi proposto pelo naturalista holandês Coenraad Jacob Temminck em 1820 e a família Oxyruncidae pelo ornitólogo estadunidense Robert Ridgway em 1906.

### Etimologia
O nome genérico masculino Oxyruncus deriva do grego oxus: afiado, e rhunkhos: bico; significando "de bico afiado"; e o nome da espécie cristatus provém do latim: com crista ou topete.

### Subespécie
De acordo com a classificação da Clements Checklist v.2017, são reconhecidas seis subespécies, com sua correspondente distribuição geográfica:
- Oxyruncus cristatus frater (P. L. Sclater & Salvin, 1868) - Costa Rica e oeste do Panamá (leste até Veráguas).
- Oxyruncus cristatus brooksi (Bangs & Barbour, 1922) – leste do Panamá.
- Oxyruncus cristatus phelpsi (Chapman, 1939) - montanhas do sul e sudeste da Venezuela (exceto Monte Roraima) e adjacências do Brasil e Guiana.
- Oxyruncus cristatus hypoglaucus (Salvin & Godman, 1883) - sudeste da Venezuela (Monte Roraima), Guianas e nordeste do Brasil (Amapá).
- Oxyruncus cristatus tocantinsi (Chapman, 1939) - sul do Pará (do lado leste do baixo rio Tocantins, no sudoeste, até a Serra dos Carajás, no lado oeste), no Brasil.
- Oxyruncus cristatus cristatus (Swainson, 1821) - sudeste do Brasil (sul de Goiás, Minas Gerais e Espírito Santo ao sul de Santa Catarina), leste do Paraguai e extremo nordeste da Argentina (norte de Misiones).

Também ocorre em (subespécies indeterminadas) no noroeste da Colômbia (Serranía de San Lucas, Antioquia), sudeste do Equador (cordilheira Cutucú, cordilheira Cóndor), Peru (San Martín/Amazonas, cordilheira Azul, Junín, Cusco, Puno), noroeste da Bolívia (La Paz, rio Tuichi) e sul e nordeste do Brasil (sul de Mato Grosso, Mato Grosso do Sul, Pernambuco, Alagoas, sul da Bahia).
As subespécies phelpsi e tocantinsi, ambas não listadas pelo Congresso Ornitológico Internacional (COI), possivelmente não podem ser distinguidas do hipoglaucus. Os indivíduos observados no noroeste da Colômbia, sudeste do Equador, Peru, noroeste da Bolívia e sul e nordeste do Brasil são de identidade racial incerta, talvez representando uma ou mais subespécies não descritas.

### Taxonomia
As evidências sugeriam que esta espécie, tradicionalmente colocada em Cotingidae, apesar de ter sido anteriormente colocada em sua própria família monotípica Oxyruncidae, pertenceria à família Tityridae. No entanto, trabalhos recentes não encontraram nenhum suporte consistente para essas relações, portanto, o Comitê Sul-Americano de Classificação (SACC), ao aprovar a Proposta nº 134, ressuscitou a família Oxyruncidae para colocar exclusivamente esta única espécie. Isto foi posteriormente corroborado por estudos de Ohlson et al (2007). Clements Checklist v.2017 e a própria lista SACC seguem esta recomendação, enquanto o IOC ainda a mantém em Tityridae.

### Cladograma proposto para a família Oxyruncidae
Segundo Ohlson et al., 2013, a posição da família é a seguinte:

|                     | Pipridae |
|                     | |
|                     | Cotingidae |
|                     | |
| Família Tyrannoidea | \| \| Oxyruncidae: Oxyruncus \| \| \| \| \| \| Onychorhynchidae: \| \| \| \| \| \| Tityridae \| \| \| \| \| \| Pipritidae \| \| \| \| \| \| Platyrinchidae \| \| \| \| \| \| Tachurisidae \| \| \| \| \| \| Rhynchocyclidae \| \| \| \| \| \| Tyrannidae \| \| \| \| |
|                     | \| \| Oxyruncidae: Oxyruncus \| \| \| \| \| \| Onychorhynchidae: \| \| \| \| \| \| Tityridae \| \| \| \| \| \| Pipritidae \| \| \| \| \| \| Platyrinchidae \| \| \| \| \| \| Tachurisidae \| \| \| \| \| \| Rhynchocyclidae \| \| \| \| \| \| Tyrannidae \| \| \| \| |
|                     | Oxyruncidae: Oxyruncus |
|                     | |
|                     | Onychorhynchidae: |
|                     | |
|                     | Tityridae |
|                     | |
|                     | Pipritidae |
|                     | |
|                     | Platyrinchidae |
|                     | |
|                     | Tachurisidae |
|                     | |
|                     | Rhynchocyclidae |
|                     | |
|                     | Tyrannidae |
|                     | |

|  | Oxyruncidae: Oxyruncus |
|  |                        |
|  | Onychorhynchidae:      |
|  |                        |
|  | Tityridae              |
|  |                        |
|  | Pipritidae             |
|  |                        |
|  | Platyrinchidae         |
|  |                        |
|  | Tachurisidae           |
|  |                        |
|  | Rhynchocyclidae        |
|  |                        |
|  | Tyrannidae             |
|  |                        |

1. 1 2  «Sharpbill». IUCN Red List. 17 de agosto de 2022. Consultado em 12 de novembro de 2024
2. ↑  «Tityridae». Aves do Mundo. 26 de dezembro de 2021. Consultado em 5 de abril de 2024
3. ↑  Paixão, Paulo (Verão de 2021). «Os Nomes Portugueses das Aves de Todo o Mundo» (PDF) 2.ª ed. A Folha — Boletim da língua portuguesa nas instituições europeias. ISSN 1830-7809. Consultado em 5 de abril de 2024. Cópia arquivada (PDF) em 23 de abril de 2022
4. ↑  «PicoagudoOxyruncus cristatus Swainson, 1821». Avibase (em espanhol). Consultado em 11 de abril de 2016
5. 1 2 3 4  «Araponga-do-horto». WikiAves. Consultado em 12 de novembro de 2024
6. 1 2 3  Ridgely, Robert & Tudor, Guy (2009). «Oxyruncus cristatus». In:  University of Texas Press. Field guide to the songbirds of South America: the passerines. Mildred Wyatt-World series in ornithology 1 ed. Austin: [s.n.] p. 499. ISBN 978-0-292-71748-0
7. ↑  Ridgely, Robert, Gwyne, John, Tudor, Guy & Argel, Martha (2015). «Oxyruncus cristatus». In:  Editora Horizonte. Aves do Brasil. 2 (Mata atlântica do sudeste). [S.l.: s.n.] p. 316. ISBN 978-85-88031-38-8
8. ↑  Sigrist, Tomas (2013). «Oxyruncus cristatus». In:  Avis Brasilis. Guia de Campo Avis Brasilis – Avifauna brasileira. São Paulo: [s.n.] p. 416-418. ISBN 978-85-60120-25-3
9. 1 2 3  «Sharpbill#Taxonomy Sharpbill - Oxyruncus cristatus». Handbook of the Birds of the World - Alive (em inglês). Consultado em 29 de agosto de 2018
10. 1 2  Jobling, J. A. (2017). «Key to Scientific Names in Ornithology». In:  Lynx Edicions. Handbook of the Birds of the World Alive (em espanhol). Barcelona: [s.n.] Consultado em 29 de agosto de 2018
11. 1 2  Clements, J. F., T. S. Schulenberg, M. J. Iliff, D. Roberson, T. A. Fredericks, B. L. Sullivan & C. L. Wood (2017).  Cornell Lab of Ornithology, ed. The eBird/Clements checklist of Birds of the World: v2017 (Planilha Excel) (em inglês). Ithaca, NY: [s.n.]
12. 1 2  Gill, F., Donsker, D. & Rasmussen, P. (Eds.). Cotingas, manakins, tityras & becards. IOC – World Bird List (em inglês). [S.l.: s.n.]
13. ↑  Johansson, U.S., Irestedt, M., Parsons, T.J. & Ericson, P.G.P. (2002). «Basal phylogeny of the Tyrannoidea based on comparisons of cytochrome b and exons on nuclear c-myc and RAG-1 genes» (PDF) (em inglês). Consultado em 12 de novembro de 2024
14. ↑  Van Remsen (setembro de 2004). «Restablecer la familia Oxyruncidae - Propuesta (134) al South American Classification Committee» (em inglês)
15. ↑  Ohlson, J. I., Prum, R.O. & Ericson P.G.P. (2007). «A molecular phylogeny of the cotingas (Aves: Cotingidae)» (PDF) 42 ed. Molecular Phylogenetics and Evolution (em inglês): 25-37
16. ↑  Ohlson, J. I.; Irestedt, M.; Ericson, P.G.P.; Fjeldså, J. (2013). «Phylogeny and classification of the New World suboscines (Aves, Passeriformes)». Zootaxa (em inglês): 1-35. ISSN 1175-5326. doi:10.11646/zootaxa.3613.1.1